# Karl Bernhardt (Politiker)
Karl Bernhardt (* nicht ermittelt; † nicht ermittelt) war ein deutscher Politiker (NSDAP).
Bernhardt war landwirtschaftlicher Lehrer in Schönlanke in der Provinz Grenzmark Posen-Westpreußen. Bereits 1929 wurde er für die NSDAP in den Kreistag des Netzekreises gewählt. Nach der Machtergreifung wurde er im April 1933 vom Provinziallandtag der Grenzmark Posen-Westpreußen als stellvertretendes Mitglied in den Preußischen Staatsrat gewählt. Der Staatsrat wurde aber noch im ersten Jahr der NS-Herrschaft 1933 abgeschafft. 
Bei der unfreien Reichstagswahl vom 12. November 1933 stand Bernhardt auf Nr. 695 der Einheitsliste und konnte deshalb nicht in den 661 Abgeordnete starken Reichstag einziehen.